# Eric Posner
Pour les articles homonymes, voir Posner.
Eric A. Posner, né le 5 décembre 1965, est un professeur de droit à la faculté de droit de l'université de Chicago. Il est le fils de Richard Posner, célèbre juriste et juge de la même faculté et initiateur de l'analyse économique du droit. Ses recherches se centrent sur le droit international et les institutions supranationales. Il a par exemple largement écrit sur le procès de Saddam Hussein.
Il a poursuivi ses études à l'université Yale puis à Harvard avant de devenir clerc de justice du Juge d'appel, Stephen F. Williams.